# Elephastomus gellarus
Elephastomus gellarus là một loài bọ cánh cứng trong họ Geotrupidae. Loài này được Carne miêu tả khoa học năm 1965.